# Jan Vokoun
Jan Vokoun (Praga, 2 de agosto de 1887 — data de morte desconhecido) foi um ciclista olímpico tcheco. Representou a Boêmia em dois eventos nos Jogos Olímpicos de Verão de 1912, em Estocolmo.